# Bosque de Huarmey
El bosque de Huarmey es un proyecto de forestación en Perú administrado por la Compañía Minera Antamina. El bosque se ubica a 4 km al suroeste de la ciudad de Huarmey, en la provincia homónima del departamento de Áncash. El bosque tiene una extensión de 110 hectáreas y alberga alrededor de 120 000 árboles. Una parte del bosque se ubica sobre el acuífero de Cascajal, que es afluente del acuífero de Huarmey. Se ha estimado que el bosque captura alrededor de 200 toneladas de CO2 cada año, aproximadamente el 0.013 % de las 1 494 000 toneladas de CO2 que Antamina reporta que genera anualmente desde el 2021.
En 2012 Antamina recibió el Premio Especial Southern Copper Perú a la Creatividad Empresarial en la categoría “Cuidado del medio ambiente” otorgado por la Universidad Peruana de Ciencias Aplicadas (UPC).

## Agua de regadío utilizada
El agua usada para irrigar el bosque es el resultado de un proceso de tratamiento de las aguas ácidas de mina separadas en la Planta de Filtrado en Puerto Punta Lobitos. La estación de filtrado recibe los concentrados minerales del mineroducto de Antamina. Las aguas tratadas de Punta Lobitos son almacenadas en dos pozas: una primaria de 30 000 m3 y una secundaria de 280 000 m3 de capacidad.
En 2012 en el informe publicado n.° 380-2012 de la Organismo de Evaluación y Fiscalización Ambiental, se indicó que se analizó la calidad de las aguas del efluente de la Planta de Filtrado a través de la toma de muestras en marzo de ese año en la estación denominada AF-A. Se dieron a conocer los siguientes resultados:
| Elemento                        | Muestra (2012) | LGA (1969) riego y animales (mg/L) | ECA (2008) riego de plantas (mg/L) | ECA (2008) bebida de animales (mg/L) | Canadá (1997) riego de plantas (mg/L) | Canadá (1997) bebida de animales (mg/L) |
| ------------------------------- | -------------- | ---------------------------------- | ---------------------------------- | ------------------------------------ | ------------------------------------- | --------------------------------------- |
| pH                              | 6.8            |                                    |                                    |                                      |                                       |                                         |
| Conductividad Eléctrica (µS/cm) | 3599           |                                    |                                    |                                      |                                       |                                         |
| Oxígeno Disuelto (mg/L)         | 3.1            |                                    |                                    |                                      |                                       |                                         |
| Plomo                           | <0.0002        | 0.1000                             | 0.0500                             | 0.0500                               |                                       |                                         |
| Mercurio                        | 0.0016         | 0.0100                             | 0.0010                             | 0.0010                               |                                       |                                         |
| Arsénico                        | 0.0477         | 0.2000                             | 0.0500                             | 0.1000                               | 0.1000                                | 0.0250                                  |
| Selenio                         | 0.0825         |                                    | 0.0500                             | 0.0500                               |                                       |                                         |

## Estudios

### Estudios hidrogeológicos
En 2005 Antamina realizó un estudio hidrogeológico con el objetivo de determinar el impacto de las actividades de riego sobre los acuíferos de Cascajal y de Huarmey. El estudio mostró que las actividades de irrigación del bosque de Huarmey había generado un incremento en la napa freática del acuífero de Cascajal. Ante este resultado, Antamina construyó dos pozas para almacenamiento del agua tratada así como la modificación de la forma de irrigación: de riego por inundación se pasó a riego tecnificado.